# Nawiasem mówiąc
Nawiasem mówiąc – trzeci album studyjny polskiego duetu hip-hopowego Łona i Webber, wydany 22 kwietnia 2016 roku przez Dobrzewiesz Nagrania. Nagrania uzyskały status złotej płyty.
Płytę promował utwór "Nie mam pojęcia", którego premiera miała miejsce 15 lutego 2016 roku.

## Lista utworów
Źródło: Dobrzewiesz Nagrania
| Nr  | Tytuł utworu           | Długość |
| --- | ---------------------- | ------- |
| 1.  | „Hałas!”               |         |
| 2.  | „Gdzie tak pięknie?”   |         |
| 3.  | „Błąd”                 |         |
| 4.  | „Nie pogadasz”         |         |
| 5.  | „Znowu nic”            |         |
| 6.  | „Woodstock ’89”        |         |
| 7.  | „Co tak wyje?”         |         |
| 8.  | „Nie mam pojęcia”      |         |
| 9.  | „What I owe”           |         |
| 10. | „Zrozumiem, człowieku” |         |
| 11. | „Sprawy wewnętrzne”    |         |
| 12. | „Doklej plakat”        |         |
| 13. | „Fśśt”                 |         |
| 14. | „Nawiasem mówiąc”      |         |